# Liste der Mitglieder des Politbüros und des Sekretariats der PPSh
Die am 8. November 1941 gegründete „Kommunistische Partei Albaniens“, 1948 in Partia e Punës e Shqipërisë (PPSh) umbenannt und 1991 zur Partia Socialiste e Shqipërisë gewandelt, wählte auf ihrem Parteitag 1948 erstmals ein Politbüro sowie ein Sekretariat des Zentralkomitees. Die Sozialistische Volksrepublik Albanien und die Partei waren – so auch von der Verfassung festgehalten – eng verwachsen, der Partei kam im Staat ein Führungsanspruch zu, der von ihren höchsten Vertretern und Organen wahrgenommen wurde.
Generalsekretär beziehungsweise seit 1954 Erster Sekretär der PPSh (Sekretari i Parë i Partisë) war Enver Hoxha, der bis zu seinem Tod 1985 die Politik Albaniens bestimmte. Das Politbüro (Broja Politike) umfasste zuletzt in der Regel elf bis 13 Mitglieder sowie fünf Kandidaten, während das ZK-Sekretariat (Sekretariati i Komitetit Qendror) üblicherweise neben dem Ersten Sekretär aus vier weiteren Sekretären bestand. Die Wahlen der Mitglieder und Kandidaten erfolgten auf den Parteitagen der PPSh, die zuletzt im fünfjährlichen Rhythmus stattfanden.
Der Parteitag (Kongresi i Partisë) war formell das höchste Organ der Partei. Zwischen den Parteitagen lag die Macht beim Zentralkomitee (Komiteti Qendror) mit rund 100 bis 130 Mitgliedern, das aber abhängig war vom Politbüro. Das de facto machthabende Gremium in der Partei und damit in der Sozialistischen Volksrepublik Albanien war das Sekretariat des Zentralkomitees.

## Parteitage der PPSh
- 1. Parteitag (8. November bis 22. November 1948)

Mitglieder Politbüro: Enver Hoxha, Mehmet Shehu, Hysni Kapo, Beqir Balluku, Gogo Nushi, Spiro Koleka, Tuk Jakova (abgesetzt 1951), Bedri Spahiu
Sekretariat: Enver Hoxha (Generalsekretär), Rita Marko, Manush Myftiu (eingetreten 1952)
- 2. Parteitag (31. März bis 7. April 1952)

Mitglieder Politbüro: Enver Hoxha, Mehmet Shehu, Hysni Kapo, Beqir Balluku, Gogo Nushi, Spiro Koleka, Liri Belishova
Kandidaten Politbüro: Manush Myftiu, Rita Marko, Pilo Peristeri
Sekretariat: Enver Hoxha (Generalsekretär), Mehmet Shehu, Manush Myftiu (ausgeschieden am 12. Juli 1954), Rita Marko, Josif Pashko, Liri Belishova
- 3. Parteitag (25. Mai bis 3. Juni 1956)

Mitglieder Politbüro: Enver Hoxha, Mehmet Shehu, Hysni Kapo, Spiro Koleka, Beqir Balluku, Gogo Nushi, Liri Belishova (abgesetzt 9. September 1960), Manush Myftiu, Rita Marko, Ramiz Alia (nachgerückt für Belishova am 9. September 1960)
Kandidaten Politbüro: Pilo Peristeri, Haki Toska, Adil Çarçani, Koço Theodhosi, Ramiz Alia, Rrapo Dervishi
Sekretariat: Enver Hoxha (Erster Sekretär), Haki Toska, Hysni Kapo, Liri Belishova (ausgeschieden am 9. September 1960), Rita Marko, Ramiz Alia (nachgerückt für Liri Belishova am 9. September 1960)
- 4. Parteitag (13. Februar bis 20. Februar 1961)

Mitglieder Politbüro: Enver Hoxha, Mehmet Shehu, Hysni Kapo, Spiro Koleka, Beqir Balluku, Manush Myftiu, Gogo Nushi, Rita Marko, Adil Çarçani, Haki Toska, Ramiz Alia
Kandidaten Politbüro: Pilo Peristeri, Kadri Hazbiu, Koço Theodhosi, Petrit Dume
Sekretariat: Enver Hoxha (Erster Sekretär), Haki Toska (ausgeschieden 1966), Hysni Kapo, Rita Marko, Ramiz Alia
- 5. Parteitag (1. November bis 8. November 1966)

Mitglieder Politbüro: Enver Hoxha, Mehmet Shehu, Hysni Kapo, Spiro Koleka, Beqir Balluku, Manush Myftiu, Rita Marko, Adil Çarçani, Gogo Nushi, Ramiz Alia, Haki Toska
Kandidaten Politbüro: Kadri Hazbiu, Koço Theodhosi, Petrit Dume, Abdyl Këllezi, Pilo Peristeri
Sekretariat: Enver Hoxha, Hysni Kapo, Ramiz Alia, Xhafer Spahiu (ausgeschieden im November 1970), Haki Toska (nachgerückt für Xhafer Spahiu im November 1970)
- 6. Parteitag (1. November bis 7. November 1971)

Mitglieder Politbüro: Enver Hoxha, Mehmet Shehu, Hysni Kapo, Spiro Koleka, Beqir Balluku (abgesetzt am 10. Juli 1974), Manush Myftiu, Rita Marko, Adil Çarçani, Ramiz Alia, Haki Toska, Kadri Hazbiu, Koço Theodhosi (abgesetzt im September 1975), Abdyl Këllezi (abgesetzt im September 1975), Pali Miska (nachgerückt für Theodhosi im September 1975), Hekuran Isai (nachgerückt für Këllezi im September 1975)
Kandidaten Politbüro: Petrit Dume (abgesetzt im Juli 1974), Pilo Peristeri, Pirro Dodbiba (ausgeschieden im April 1976), Xhafer Spahiu, Qirjako Mihali (nachgerückt im Januar 1975), Llambi Gegprifti (nachgerückt im Juni 1975)
Sekretariat: Enver Hoxha (Erster Sekretär), Hysni Kapo, Ramiz Alia, Haki Toska, Hekuran Isai (eingetreten im Juni 1975)
- 7. Parteitag (1. November bis 7. November 1976)

Mitglieder Politbüro: Enver Hoxha, Mehmet Shehu, Hysni Kapo (verstorben am 23. September 1979), Spiro Koleka, Manush Myftiu, Rita Marko, Adil Çarçani, Ramiz Alia, Haki Toska, Kadri Hazbiu, Pali Miska, Hekuran Isai
Kandidaten Politbüro: Lenka Çuko, Llambi Gegprifti, Pilo Peristeri, Qirjako Mihali, Simon Stefani
Sekretariat: Enver Hoxha, Hysni Kapo (verstorben am 23. September 1979), Ramiz Alia, Hekuran Isai, Prokop Murra (ausgeschieden im April 1980), Simon Stefani (eingetreten am 7. Mai 1979)
- 8. Parteitag (1. November bis 7. November 1981)

Mitglieder Politbüro: Enver Hoxha (verstorben am 11. April 1985), Mehmet Shehu (Selbstmord am 17. Dezember 1981), Adil Çarçani, Hajredin Çeliku, Hekuran Isai, Kadri Hazbiu (Ausscheiden am 13. Oktober 1982), Lenka Çuko, Manush Myftiu, Muho Asllani, Pali Miska, Rita Marko, Ramiz Alia, Simon Stefani
Kandidaten Politbüro: Besnik Bekteshi, Foto Çami, Llambi Gegprifti, Prokop Murra, Qirjako Mihali
Sekretariat: Enver Hoxha (Erster Sekretär, verstorben am 11. April 1985), Ramiz Alia (Erster Sekretär, Nachfolger von Enver Hoxha am 13. April 1985), Hekuran Isai, Simon Stefani, Vangjel Çerrava (eingetreten im Oktober 1982), Lenka Çuko (eingetreten am 25. Januar 1983), Foto Çami (nachgerückt für Alia als ZK-Sekretär am 9. Juli 1985)
- 9. Parteitag (3. November bis 8. November 1986)

Mitglieder Politbüro: Ramiz Alia, Adil Çarçani, Besnik Bekteshi, Foto Çami (ausgeschieden im Dezember 1990), Hajredin Çeliku (ausgeschieden im Dezember 1990), Hekuran Isai, Lenka Çuko (ausgeschieden im Dezember 1990), Manush Myftiu (ausgeschieden im Juli 1990), Muho Asllani (ausgeschieden im Dezember 1990), Pali Miska, Prokop Murra (ausgeschieden im Juli 1990), Rita Marko (ausgeschieden im Juli 1990), Simon Stefani (ausgeschieden im Dezember 1990), Kiço Mustaqi (nachgerückt im Juli 1990), Vangjel Çerrava (nachgerückt im Juli 1990), Xhelil Gjoni (nachgerückt im Juli 1990)
Kandidaten Politbüro: Kiço Mustaqi, Llambi Gegprifti, Pirro Kondi (ausgeschieden im Dezember 1990), Qirjako Mihali (ausgeschieden im Dezember 1990), Vangjel Çerrava
Sekretariat: Ramiz Alia (Erster Sekretär), Foto Çami (ausgeschieden im Dezember 1990), Lenka Çuko (ausgeschieden im Dezember 1990), Simon Stefani (ausgeschieden am 2. Februar 1989), Hajredin Çeliku (eingetreten am 20. Februar 1987, ausgeschieden am 2. Februar 1989), Hekuran Isai (eingetreten am 2. Februar 1989, ausgeschieden am 9. Juli 1990)